# Cyathopharynx furcifer

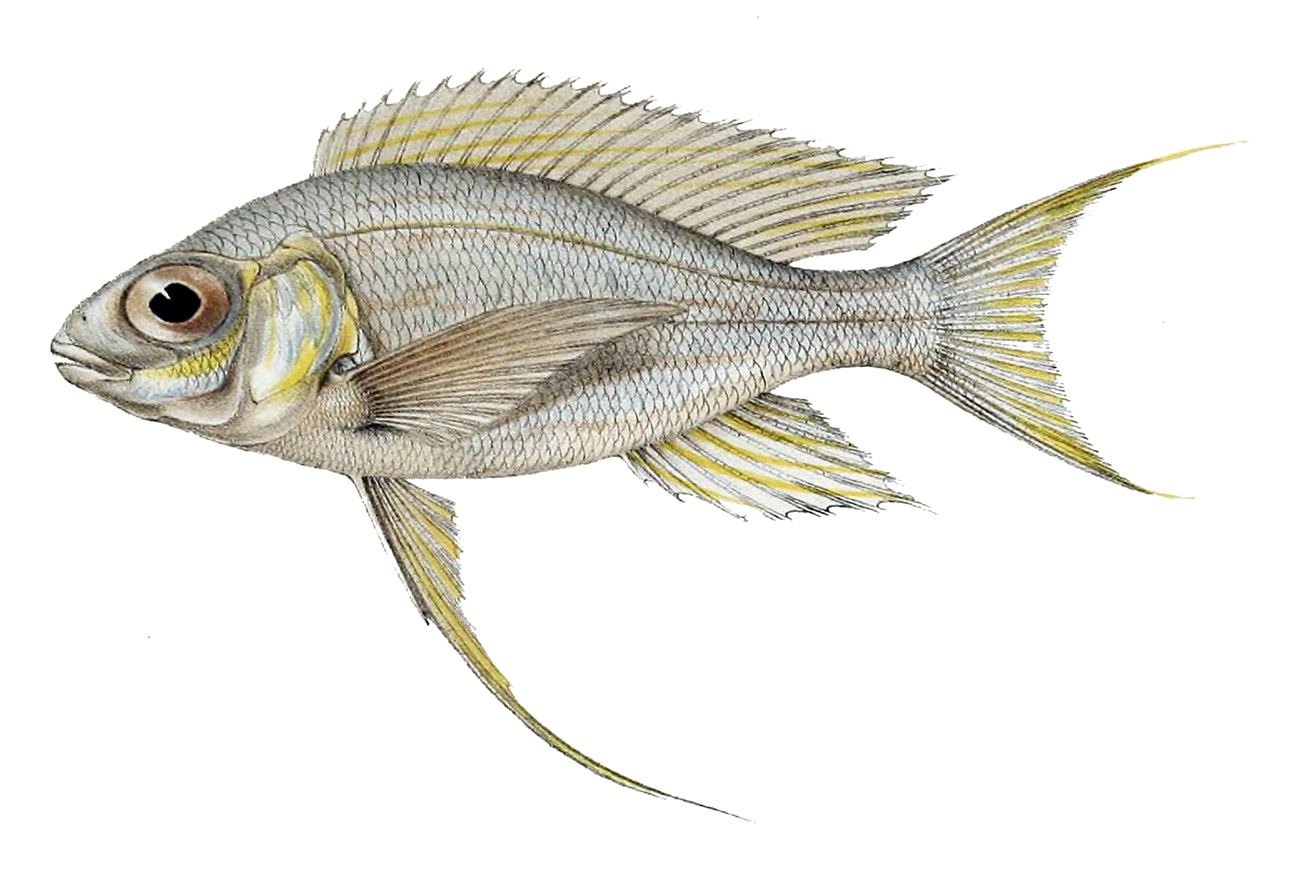
Cyathopharynx furcifer

Cyathopharynx furcifer ist eine Buntbarschart, die endemisch im ostafrikanischen Tanganjikasees vorkommt und dort weit verbreitet und häufig ist.

## Merkmale
Die Fische besitzen einen relativ hochrückigen und seitlich abgeflachten Körper, sie werden etwa 21 cm lang. Je nach Region und Stimmung irisieren die Männchen dunkel- oder himmelblau, rostbraun, schwärzlich oder smaragdgrün. Die vorderen Strahlen ihrer Bauchflossen sind lang ausgezogen, die Verdickungen an den Enden sind gelborange. Die Weibchen sind grau bis silbrig gefärbt, haben einige schmale dunkle Streifen an den Körperseiten und farblose, transparente Flossen. Das Maul ist endständig. Die Kiefer sind mit drei bis fünf Zahnreihen besetzt. Die Kieferzähne sind bei Jungfischen dreispitzig, bei älteren konisch. Die Zähne der äußeren Zahnreihe weisen zum Planktonfang nach außen. Die Pharyngealzähne sind dünn und stehen in einer runden Anordnung eng zusammen. Die Schwanzflosse ist gegabelt und die äußeren Strahlen bei den Männchen lang ausgezogen.
- Flossenformel: Dorsale XII–XV/13–15, Anale III/8–10.
- Schuppenformel: mLR 48–64.
- Kiemenrechen 15–18.

## Lebensweise
Cyathopharynx furcifer ist ein schwarmbildender Planktonfresser, der in der Nähe steiler Felsufer bis in Tiefen von 25 Metern lebt. Die Fische sind Maulbrüter. Zur Eiablage errichten die Männchen einen Sandkrater meist auf der Spitze eines großen Felsens („Penthouse“-Nest). Nach Eiablage und Befruchtung nimmt das Weibchen die Eier ins Maul, später auch Jungfische bis zu einer Größe von etwa 1,7 cm.

## Systematik
Die Art wurde im Jahr 1898 durch den belgisch-britischen Zoologen George Albert Boulenger, als Paratilapia furcifer beschrieben und 1906 durch den britischen Ichthyologen Charles Tate Regan in die Gattung Cyathopharynx gestellt. Im Süden des Tanganjikasees treten allerdings zwei Farbmorphen auf, eine mit gelber und eine mit schwarzer Afterflosse. Die beiden Morphen können auch genetisch klar voneinander abgegrenzt werden und stellen möglicherweise zwei Arten dar. Bei der schwarzflossigen Form könnte es sich um die 1899 durch den französischen Ichthyologen Léon Vaillant als Ectodus foae beschriebene Art handeln, die später mit Cyathopharynx furcifer synonymisiert wurde. Da der Holotyp ein kleiner, farbloser Fisch ist, kann nur eine genetische Untersuchung Gewissheit bringen. Sollte die schwarzflossige Form zu einer eigenständigen Art werden und nachgewiesen werden, dass sie identisch mit dem Holotyp von Ectodus foae ist, so würde die neue Art die Bezeichnung Cyathopharynx foae bekommen.